# Borrego Serra da Estrela
O Borrego Serra da Estrela DOP é um produto de origem portuguesa com Denominação de Origem Protegida pela União Europeia (UE) desde 13 de novembro de 1996.
Os borregos são da raça Bordaleira Serra da Estrela e são conhecidos localmente por borregos de canastra.

## Agrupamento gestor
O agrupamento gestor da denominação de origem protegida "Borrego Serra da Estrela" é a ESTRELACOOP - Cooperativa dos Produtores de Queijo Serra da Estrela, C.R.L..

## Área geográfica
A área geográfica da criação e o abate dos animais coincide com a área geográfica de produção do Queijo Serra da Estrela:
| Concelho             | Freguesias               |
| -------------------- | ------------------------ |
| Carregal do Sal      | Todas                    |
| Celorico da Beira    | Todas                    |
| Fornos de Algodres   | Todas                    |
| Gouveia              | Todas                    |
| Mangualde            | Todas                    |
| Manteigas            | Todas                    |
| Nelas                | Todas                    |
| Oliveira do Hospital | Todas                    |
| Penalva do Castelo   | Todas                    |
| Seia                 | Todas                    |
| Aguiar da Beira      | Carapito                 |
| Aguiar da Beira      | Cortiçada                |
| Aguiar da Beira      | Dornelas                 |
| Aguiar da Beira      | Eirado                   |
| Aguiar da Beira      | Forninhos                |
| Aguiar da Beira      | Pena Verde e Valverde    |
| Arganil              | Anceriz                  |
| Arganil              | Barril do Alva           |
| Arganil              | Cerdeira                 |
| Arganil              | Coja                     |
| Arganil              | Pomares                  |
| Arganil              | Vila Cova do Alva        |
| Covilhã              | Aldeia de Carvalho       |
| Covilhã              | Cortes do Meio           |
| Covilhã              | Erada                    |
| Covilhã              | Paul                     |
| Covilhã              | Sarzedo                  |
| Covilhã              | Unhais da Serra          |
| Covilhã              | Verdelhos                |
| Guarda               | Aldeia Viçosa            |
| Guarda               | Corujeira                |
| Guarda               | Cavadouce                |
| Guarda               | Faia                     |
| Guarda               | Famalicão                |
| Guarda               | Fernão Joanes            |
| Guarda               | Maçainhas de Baixo       |
| Guarda               | Meios                    |
| Guarda               | Mizarela                 |
| Guarda               | Pêro Soares              |
| Guarda               | Porto da Carne           |
| Guarda               | São Vicente              |
| Guarda               | Sé                       |
| Guarda               | Seixo Amarelo            |
| Guarda               | Vale Amoreira            |
| Guarda               | Trinta                   |
| Guarda               | Vale de Estrela          |
| Guarda               | Valhelhas                |
| Guarda               | Videmonte                |
| Guarda               | Vila Cortês do Mondego   |
| Guarda               | Vila Soeiro              |
| Tábua                | Midões                   |
| Tábua                | Póvoa de Midões          |
| Tábua                | Vila Nova de Oliveirinha |
| Tondela              | Canas de Santa Maria     |
| Tondela              | Ferreirós do Dão         |
| Tondela              | Lageosa                  |
| Tondela              | Tonda                    |
| Tondela              | Lobão da Beira           |
| Tondela              | Molelos                  |
| Tondela              | Mosteiro de Fráguas      |
| Tondela              | Nandufe                  |
| Tondela              | Parada de Gonta          |
| Tondela              | Sabugosa                 |
| Tondela              | São Miguel de Outeiro    |
| Tondela              | Tondela                  |
| Trancoso             | Aldeia Nova              |
| Trancoso             | Carnicães                |
| Trancoso             | Feital                   |
| Trancoso             | Fiães                    |
| Trancoso             | Freches                  |
| Trancoso             | Santa Maria              |
| Trancoso             | São Pedro                |
| Trancoso             | Tamanhos                 |
| Trancoso             | Torres                   |
| Trancoso             | Vila Franca das Naves    |
| Trancoso             | Vilares                  |
| Viseu                | Fragosela                |
| Viseu                | Povolide                 |
| Viseu                | São João de Lourosa      |
| Viseu                | Loureiro de Silgueiros   |